# Toyama
Toyama (japanska: 富山市?, Toyama-shi) är residensstad i Toyama prefektur i regionen Hokuriku på centrala Honshu i Japan, belägen vid Toyamabuktens strand på nordkusten mot Japanska havet. Staden har cirka 420 000 invånare. Bland näringar märks maskintillverkning, farmaceutisk industri och oljeraffinaderi. Toyama fick stadsrättigheter den 1 april 1889 och har sedan 2005
status som kärnstad (japanska: 中核市?, Chūkakushi) enligt lagen om lokalt självstyre.
Staden har universitet sedan 1949. 

## Kommunikationer
Den 14 mars 2015 öppnades Hokuriku Shinkansen som ger Toyama Shinkansen-förbindelse till Kanazawa och Nagano - Tokyo.

## Sport
Toyamas fotbollslag heter Kataller Toyama och spelar sedan 2009 i J2. Toyama Grouses spelar i bj-league i professionell basket.

## Externa länkar

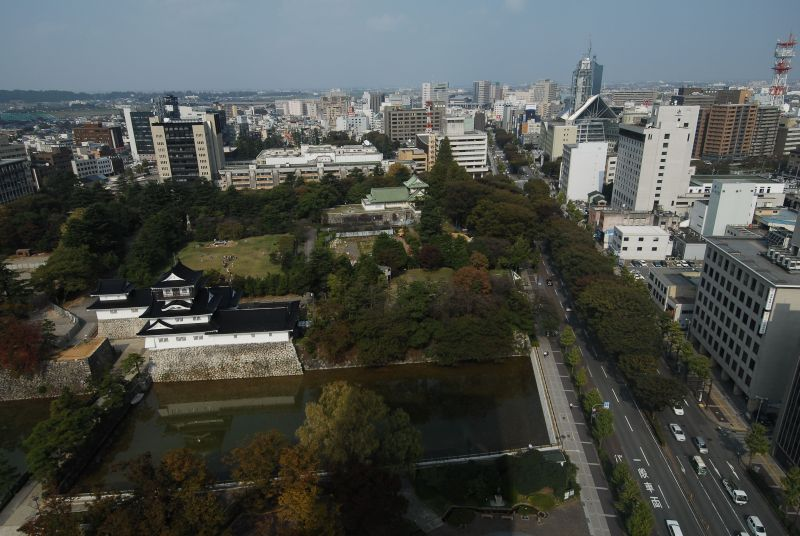
Stadens centrum